# Centro Oberhausen

Alternatives Logo des Centros

Erstes Logo des Centros zur Eröffnung 1996

Logo von 2017 bis 2021

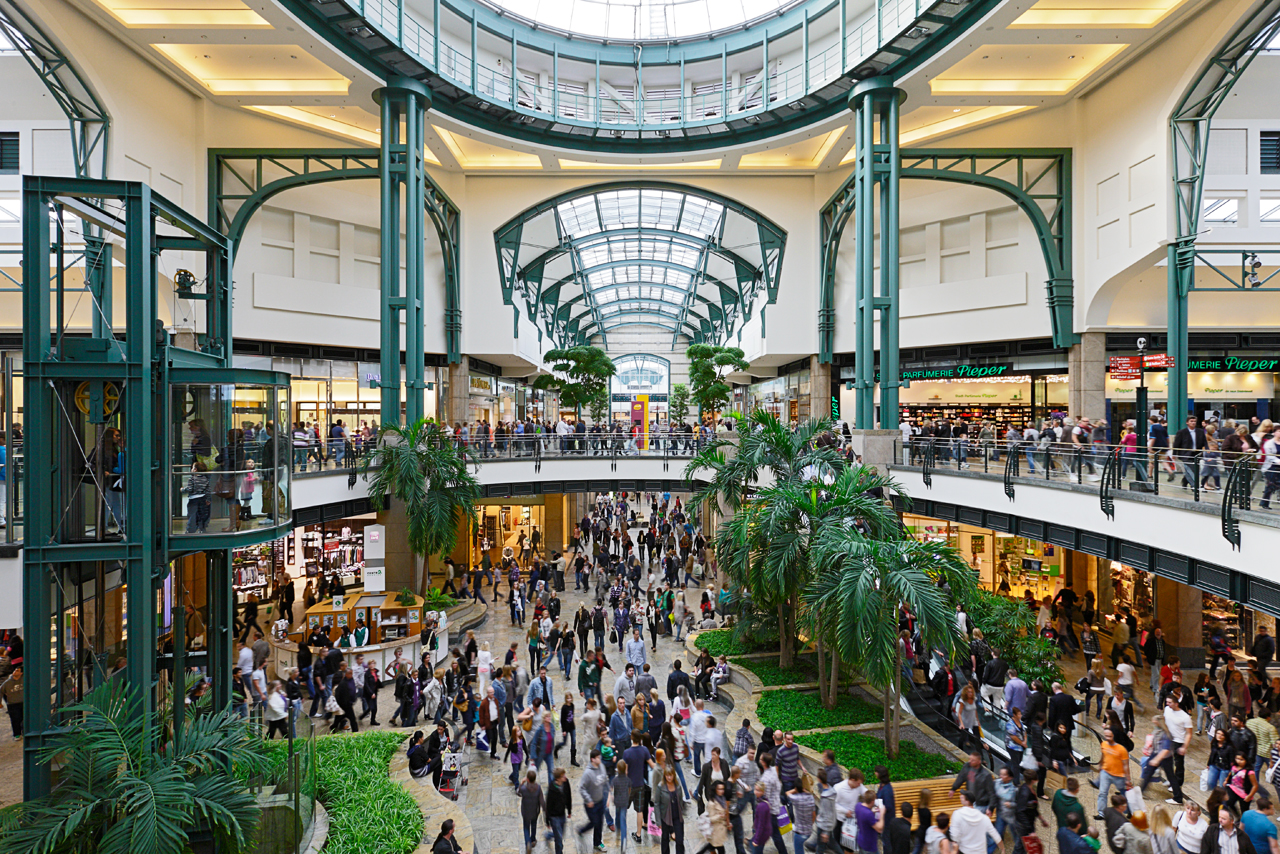
Blick auf den sogenannten Mitteldom: der Kreuzungspunkt von Haupt- und Querstraße liegt unter einer gläsernen Kuppel

Das Centro Oberhausen (Eigenbezeichnung des Inhabers Westfield CENTRO, frühere Eigenschreibweisen CentrO Oberhausen oder nur CentrO) ist ein Einkaufszentrum in Oberhausen, Nordrhein-Westfalen. Es bildet das Herzstück der Neuen Mitte der Stadt.

## Übersicht
Das Centro Oberhausen ist ein Einkaufs- und Freizeitzentrum mit 125.000 m² Verkaufsfläche und insgesamt über 830.000 m² Betriebsfläche. Über 250 Einzelhandelsgeschäfte verteilen sich auf zwei, teilweise drei Ebenen des Einkaufszentrums. Die Coca-Cola-Oase ist mit 1100 Plätzen der zweitgrößte Food-Court Europas, nur übertroffen von dem des Trafford Centres in Manchester mit 1600 Plätzen.

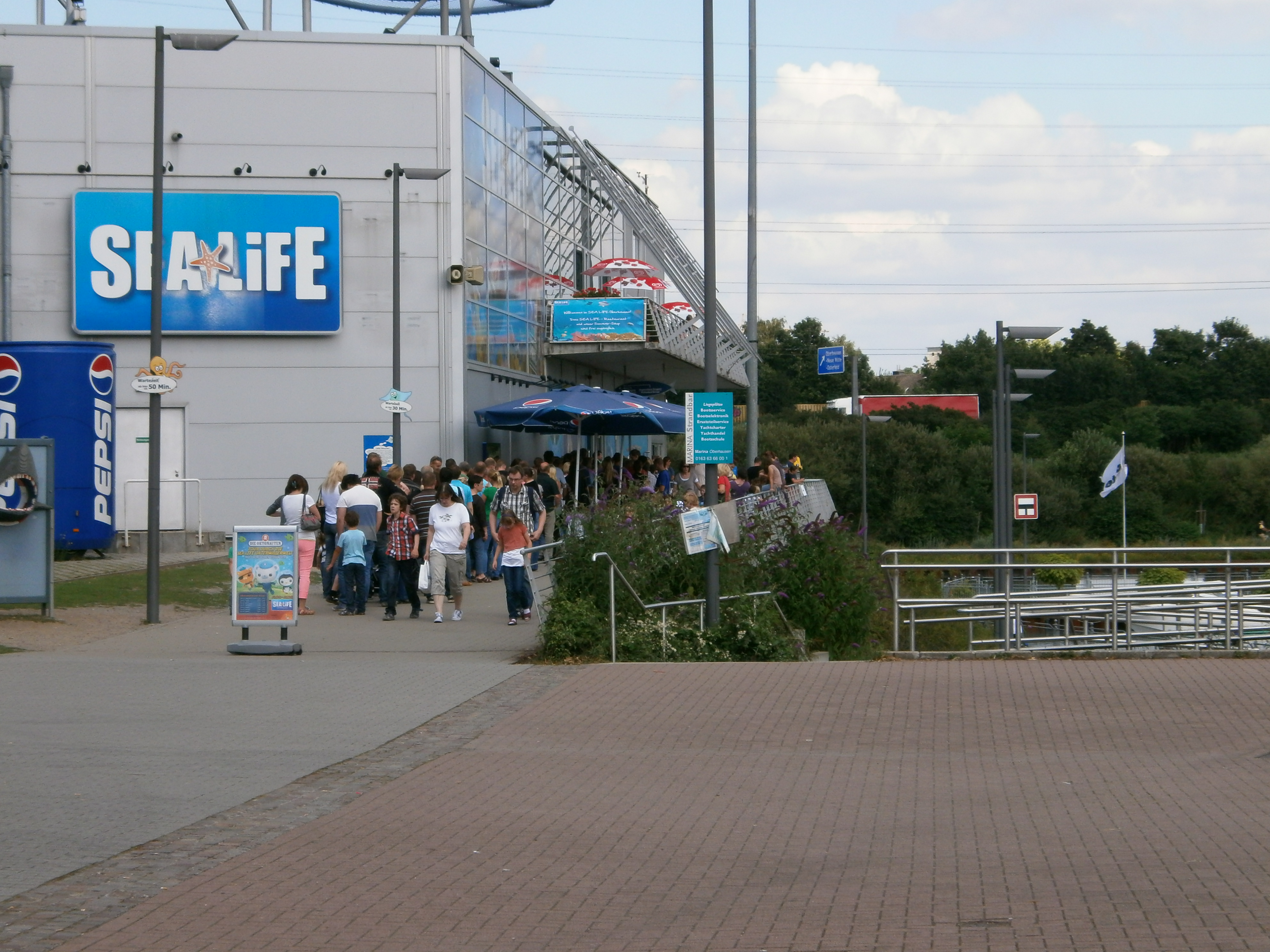
Sea Life Oberhausen

Auf dem Centro-Gelände und in unmittelbarer Nähe befinden sich touristische Attraktionen, zum Beispiel eine Multifunktionshalle für Großveranstaltungen (Rudolf Weber-Arena), ein Multiplex-Kino, die Heinz-Schleußer-Marina mit dem Sea-Life-Aquarium und dem Freizeithafen, als Ausstellungshalle und Aussichtspunkt der Gasometer Oberhausen, als Museum, das LVR  - Industriemuseum, Peter-Behrens-Bau, Galerie und Veranstaltungszentrum das Schloss Oberhausen, als Musical-Theater das Metronom Theater sowie das 2009 eröffnete Erlebnisbad Aquapark. Weitere Attraktionen, wie etwa das Legoland Discovery Centre oder der Sea Life Abenteuer Park, wurden im Frühjahr 2013 eröffnet.

## Anbindung

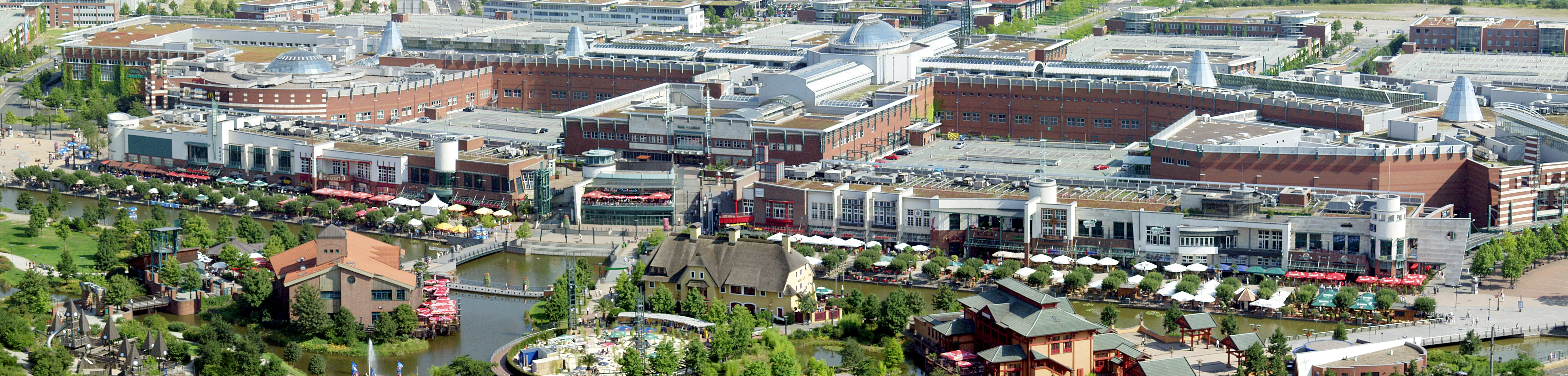
Einkaufszentrum und Promenade des Centro Oberhausen, Blick vom Gasometer

Es besteht ein direkter Autobahnanschluss an die Autobahn 42. Für Pkw stehen 14.000 kostenlose Parkplätze zur Verfügung.
Für die Anbindung mit öffentlichen Verkehrsmitteln wurde das Liniennetz des öffentlichen Personennahverkehrs (ÖPNV) im Oberhausener Stadtgebiet neu gestaltet: Durch Verlängerung der Mülheimer Straßenbahnlinie 112 wurde die Straßenbahn in Oberhausen 28 Jahre nach der Stilllegung wieder eingeführt.
Eine durch das Gelände des Centro führende ehemalige Güterbahn wurde zur vom Straßenverkehr unabhängigen Nahverkehrs-Trasse umgebaut. Auf dieser sind Straßenbahn- und Buslinien zwischen Alt-Oberhausen (Hbf) und dem Stadtteil Sterkrade so gebündelt, dass sich sehr häufige Verbindungen ergeben (zur Geschäftszeit etwa alle 90 Sekunden).
Insgesamt halten dort neben der Linie 112 die fünf Schnellbuslinien SB90, SB91, SB92, SB93 und SB98 sowie die Stadtbuslinien 953 und 960. Drei weitere Stadtbuslinien, 185, 957 und 961, unterqueren die ÖPNV-Trasse und halten ebenfalls an der Neuen Mitte. Insgesamt neun dieser Linien verkehren ebenfalls am Oberhausener Hauptbahnhof.
In den späten Abend- und Nachtstunden verkehren mehrere Nachtexpresslinien.

## Entwicklung und Geschichte

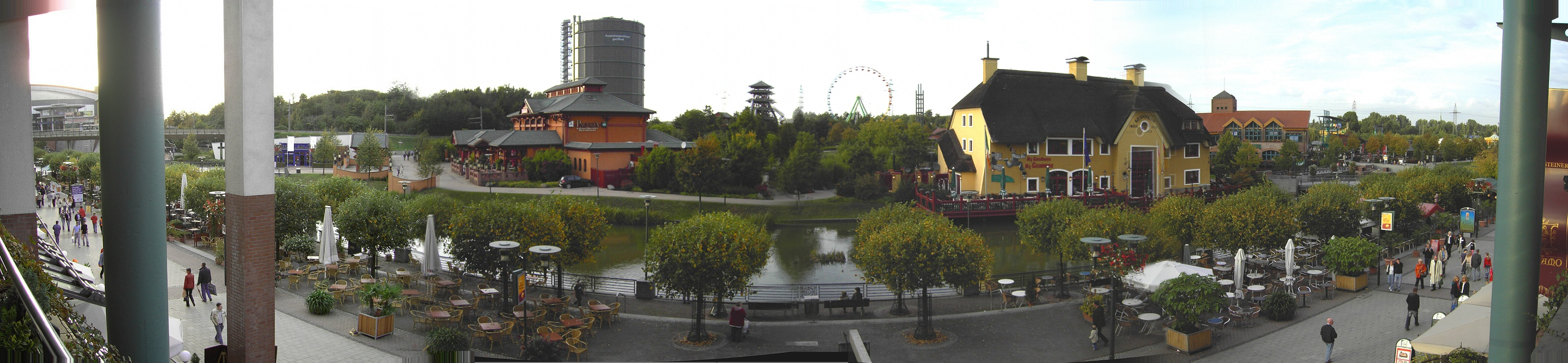
Promenade des Centros, Blick vom Balkon des Adiamo auf den Gasometer

Im Rahmen des Strukturwandels im Ruhrgebiet wurde das 143 ha große Industriegelände der Gutehoffnungshütte in Oberhausen, das zuletzt der Thyssen AG gehörte, zur Brachfläche. Die Stadt Oberhausen suchte nun nach Investoren, um die Flächen einer neuen Nutzung zuzuführen. 1991 erwarb die englische Investorengruppe Stadium von Edwin D. Healey einen Teil des Geländes, um hier mit dem Centro den Hauptort für die Neue Mitte Oberhausen zu entwickeln.
Die Projektkosten beliefen sich auf über 2 Milliarden DM.
- 1992 Beginn der Abbrucharbeiten alter Werksanlagen
- 1993 Verabschiedung des Bebauungsplans
- 24. September 1994 Grundsteinlegung
- 1. Juni 1996 Eröffnung von ÖPNV-Trasse und Wiedereinführung der Straßenbahn
- 12. September 1996 Eröffnung des Einkaufszentrums
- 21. September 1996 Eröffnung der Arena Oberhausen (ca. 13.000 Zuschauer)

Vorlage für das Centro war das britische Einkaufszentrum Meadowhall im Nordosten Sheffields. Auffallend ähnliche Strukturen sind zum Beispiel bei der Oase und den langen Gängen des Einkaufszentrums vorhanden.
2014 wurde bekannt, dass sich die Investorengruppe Stadium aus dem Centro zurückziehen wolle. Stadium verkaufte 50 % des Einkaufszentrums an Unibail-Rodamco-Westfield, die Kartellbehörde der EU-Kommission stimmte dem im Mai 2014 zu. 2011 hatte Stadium bereits die ersten 50 % an den kanadischen Pensionsfonds Canada Pension Plan Investment Board (CPPIB) verkauft.
Ab Mai 2017 wurde das Centro für 20 Millionen Euro umfangreich modernisiert.

## Besonderheiten
Von 1996 bis zur Insolvenz 2001 gab es auf dem Gelände ein Planet-Hollywood-Restaurant.
Vom 24. September 1999 bis zum 30. Juni 2001 wurde in der Neuen Mitte das Musical Tabaluga und Lilli (unter anderem von Peter Maffay) aufgeführt. Dieses rentierte sich allerdings nicht und wurde aufgegeben. Das entsprechende Theater, das eigens für das Maffay-Musical konzipiert wurde (in Form eines Drachen), hieß anschließend Theatro Centro und wurde bis zum März des Jahres 2020 unter dem Namen Metronom Theater anderweitig genutzt. Vom 7. November 2008 bis zum 31. Januar 2010 wurde dort Roman Polańskis Musical Tanz der Vampire aufgeführt. Am 8. März 2010 feierte das Musical Wicked – Die Hexen von Oz im Metronom Theater Premiere und lief bis September 2011. Es folgte vom 19. Oktober 2011 bis 8. Oktober 2012 das Musical Dirty Dancing. Vom 5. Dezember 2012 bis 24. Oktober 2013 wurde das Musical Ich war noch niemals in New York aufgeführt.
Seit dem 1. September 2007 ist das Centro grundsätzlich rauchfrei. Eine Ausnahme bilden die Außenbereiche der Gastronomie, wo es individuelle Abweichungen vom Rauchverbot gibt.
Am 29. Oktober 2019 verkündete das Unternehmen hinter dem Metronom Theater, dass es im März 2020 zu keinen neuen Aufführungen mehr kommen werde, was das Unternehmen mit stagnierenden Publikumszahlen und daher fehlender Profitabilität begründete.

## Erweiterungen

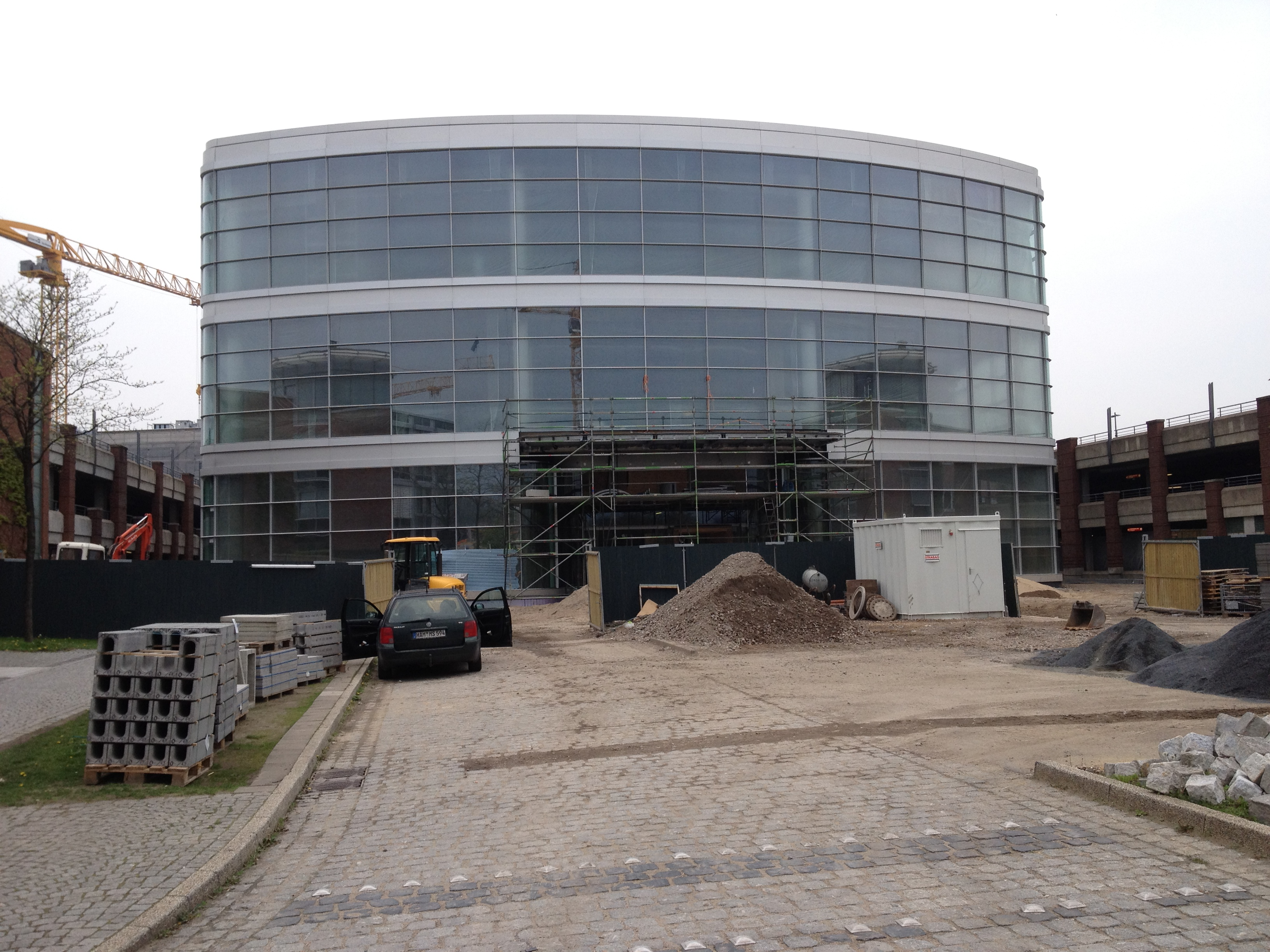
Baufortschritt an der Erweiterung (2012)

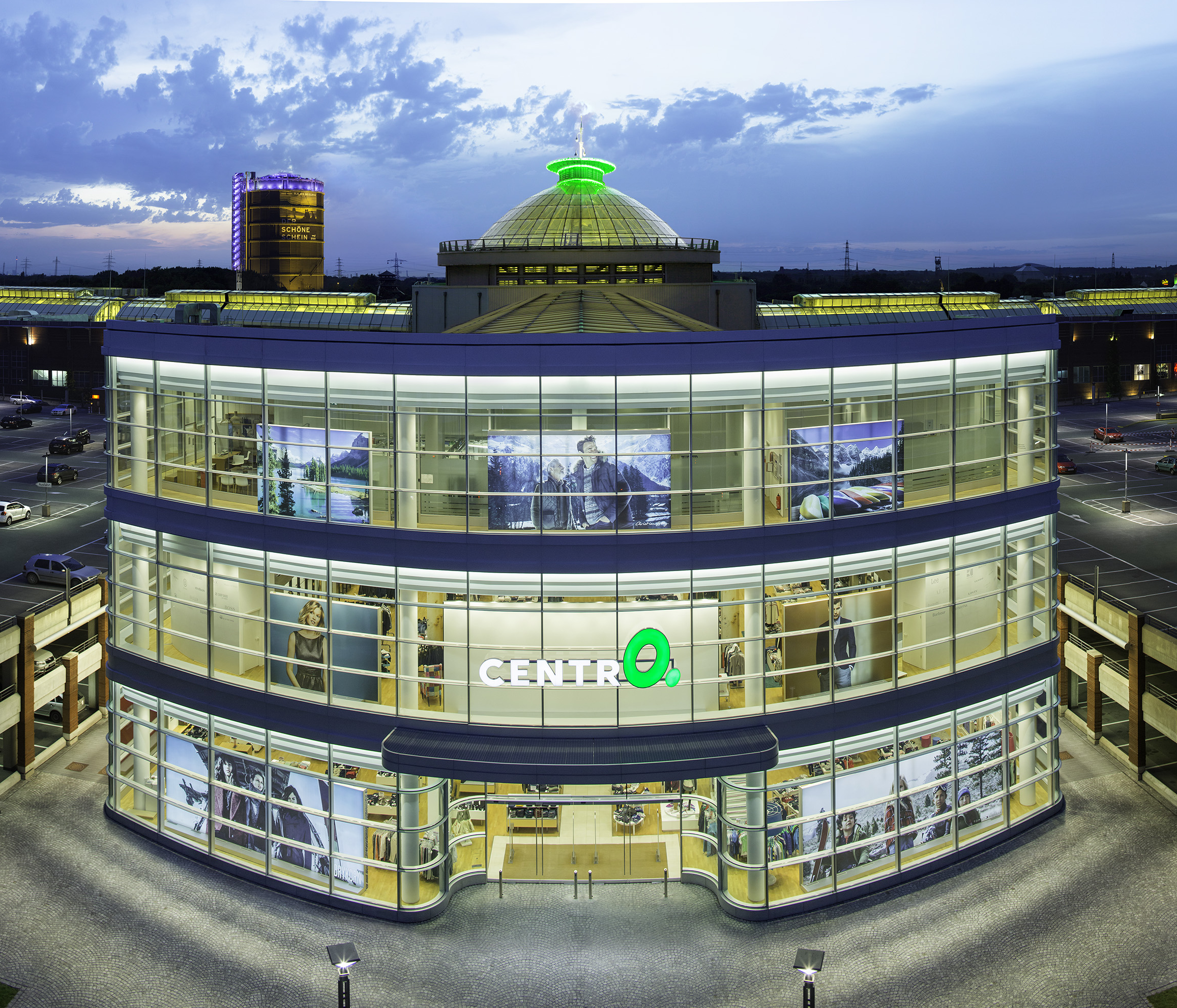
Fertiggestellter Erweiterungsanbau Ende 2015

Am 22. September 2004 beschloss der Rat der Stadt Oberhausen mit einer Bebauungsplanänderung das Baurecht für eine Erweiterung des Einkaufszentrums um bis zu 30.000 m² Geschossfläche. Gegen die Bebauungsplanänderung hatten die Städte Bottrop, Dinslaken, Essen, Gelsenkirchen, Gladbeck, Moers und Mülheim an der Ruhr sowie die Regierung des Regierungsbezirks Düsseldorf (für das Land Nordrhein-Westfalen) im Dezember 2004 Normenkontrollklagen beim Oberverwaltungsgericht erhoben. Im Laufe des Verfahrens zogen die Städte Gladbeck, Moers und Mülheim an der Ruhr ihre Klagen zurück. Die verbliebenen Klagen wies das Oberverwaltungsgericht mit Urteilen vom 6. Juni 2005 als unbegründet zurück. Das Oberverwaltungsgericht urteilte, dass die Planung städtebaulich gerechtfertigt und in den streitigen Punkten rechtlich nicht zu beanstanden ist. Insbesondere stellte es fest, dass die Planung nicht gegen Ziele der Raumordnung verstößt. Das sodann angerufene Bundesverwaltungsgericht entschied am 28. Dezember 2005, dass die Urteile des Oberverwaltungsgerichts keiner Revision bedürfen. Somit haben die Urteile des Oberverwaltungsgerichts Rechtskraft. Die Urteile haben eine für das Land Nordrhein-Westfalen einschneidende Bedeutung, als darin gerichtlich festgestellt wurde, dass Teilen des Landesentwicklungsprogramms, des Landesentwicklungsplans und des Gebietsentwicklungsplans für den Regierungsbezirk Düsseldorf keine Rechtswirkung als Ziel der Raumordnung zukommen. In der Folge sah sich das Land dadurch veranlasst, neue landesplanerische Regelungen zur Steuerung des großflächigen Einzelhandels zu erarbeiten.
In einer Presseerklärung der Stadt Oberhausen hieß es Anfang Juni 2008, dass der Ausbau der Galeria Kaufhof bereits im Bau sei, die Bauarbeiten zum wichtigsten neuen Bauabschnitt in der ersten Jahreshälfte 2009 starteten und die Fertigstellung und die Eröffnung zusätzlicher 23.000 m² Verkaufsfläche in diesem Bauabschnitt für den Herbst 2010 geplant seien. Durch diese Erweiterung entstünden rund 700 Arbeitsplätze. Die Parkplatzkapazität solle auf 14.000 Stellplätze erweitert werden. Im März 2009 wurde erklärt, dass weitere Erweiterungsmaßnahmen wegen Unsicherheiten als Folge der Finanzkrise zunächst verschoben werden würden.
Im Januar 2011 wurde mit dem Bau der Erweiterung um 17.000 m² Verkaufsfläche begonnen. Die Eröffnung fand am 27. September 2012 statt. Bereits zuvor wurde die Verkaufsfläche durch Erweiterung der Galeria Kaufhof sowie Anbau und Integrierung eines neuen, zweigeschossigen Verkaufshauses, was durch den Elektronikfachmarkt Saturn genutzt wird, erheblich erweitert.
Im Dezember 2014 gab das Centro bekannt, dass in den nächsten Jahren bestehende Geschäfte durch Anbau vergrößert werden sollen. Dies sei eine Reaktion auf den Trend zu „Mega-Stores“. In diesem Zusammenhang wurde im Jahr 2016 eine Flächenerweiterung um weitere 3.000 m² Verkaufsfläche für das Unternehmen H&M realisiert sowie eine weitere Erweiterung diverser Geschäfte durch einen Anbau im mittleren Bereich der Mall (zwischen Verkaufshaus Sinn-Leffers und Parkhaus). Die Verkaufsfläche insgesamt beträgt derzeit 125.000 m².

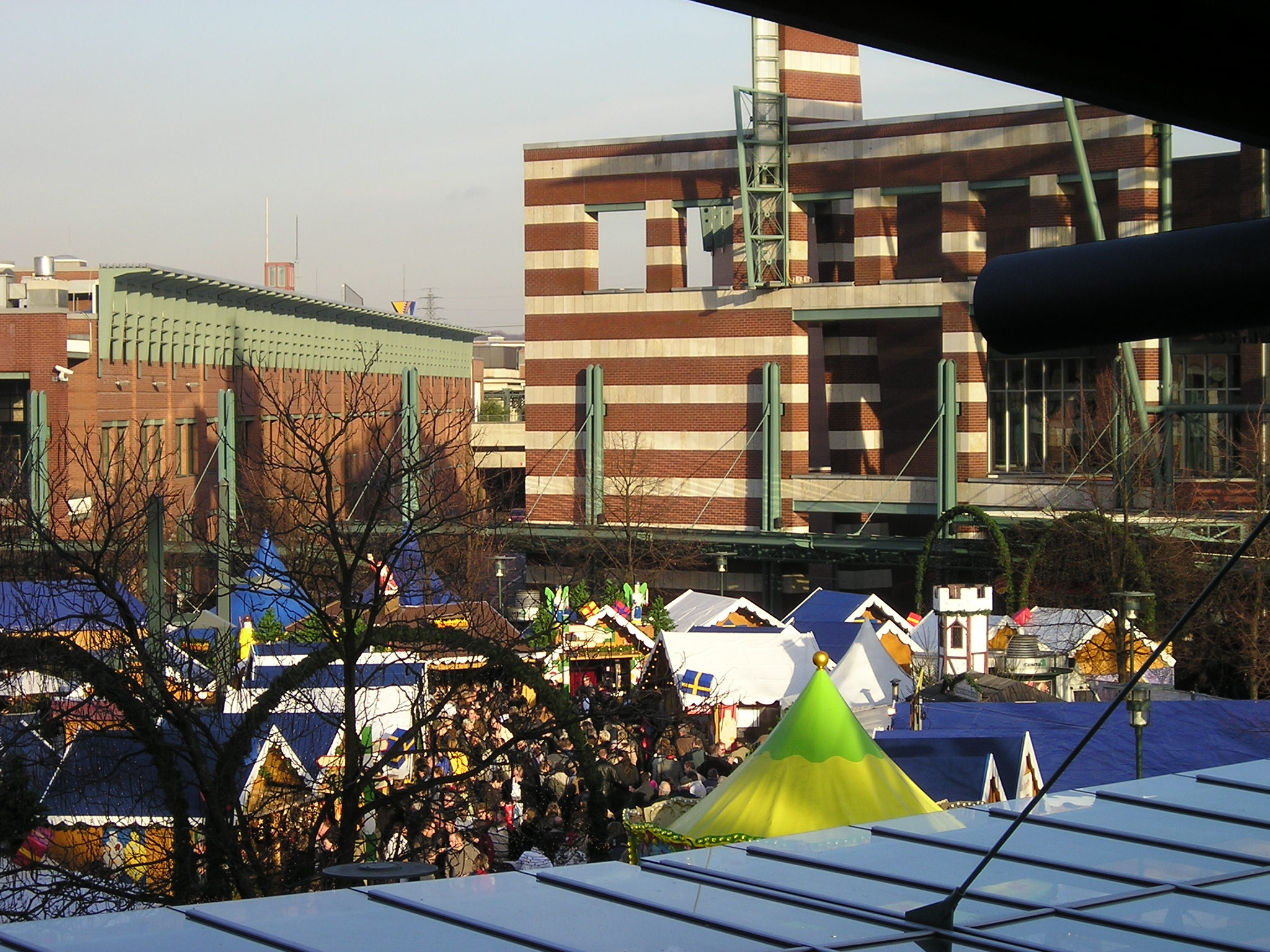
Weihnachtsmarkt 2007

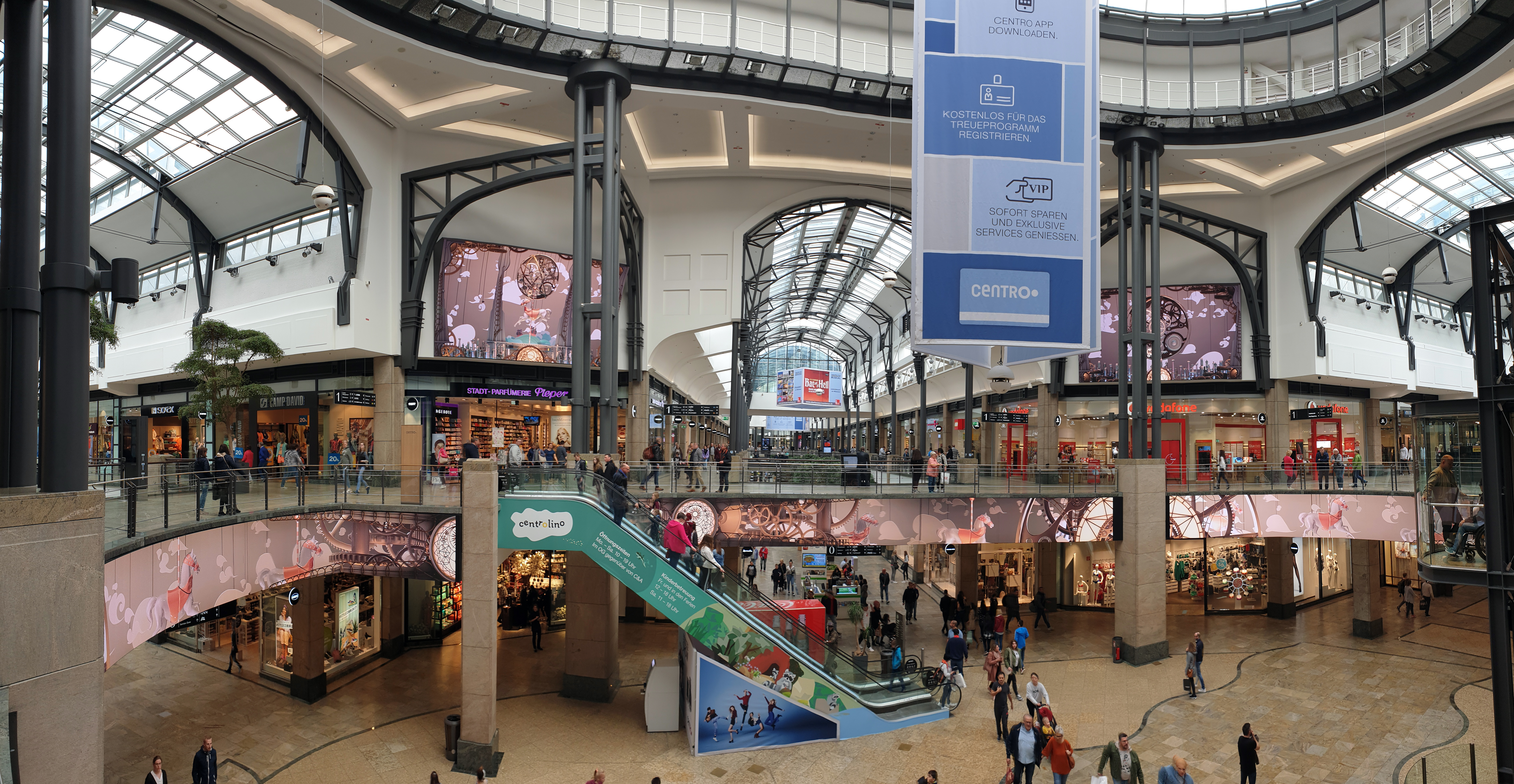
Der Mitteldom zwischen Haupt- und Querstraße im April 2019

## Regelmäßige Veranstaltungen
- Jährlicher Weihnachtsmarkt